# Битва при Гол-Зарриуне
Битва при Гол-Зарриуне или Битва при Бухаре — одно из сражений во время ирано-эфталитских войн, произошедшее около 560 года между эфталитами и войсками антиэфталитской коалиции, состоявшими из сасанидских и тюркютских контингентов.

## Предыстория
В 484 году Пероз I, дед Хосрова I Ануширвана, был убит эфталитами во время очередной эфталито-сасанидской войны, что позволило эфталитам завоевать большую часть Хорасана.
После заключения мирного соглашения с византийцами шахиншах Хосров перешёл к активной политике против эфталитов, чтобы отомстить за смерть своего деда. Несмотря на рост военной мощи армии в результате реформ, Хосров не рисковал нападать на эфталитов в одиночку и поэтому они начали искать союзников.
В это время тюркюты начали вторжение в Среднюю Азию, что делало их естественными врагами и конкурентами эфталитов.

## Ход битвы
Примерно в 560 году Иран и тюркюты заключили союз, закреплённый династическим браком Хосрова с дочерью тюркютского ябгу Истеми-кагана (известный в арабских источниках как Синджибу). В результате объединения сил они предприняли наступление на эфталитов с двух строн, воспользовавшись их разобщенностью. Эфталиты обладали военной мощью, но им не хватало внутренней организации, чтобы сражаться на нескольких фронтах.
Как следует из «Шахнаме» Фирдоуси, во время произошедшей битвы эфталитов поддерживали войска из Балха, Шугнана, Амуля, Зама, Хуттала, Термеза и Вашгирда.
В результате битвы тюркюты захватили территорию к северу от реки Окс (Амударья), а персы присоединили земли к югу от этой реки. Эфталитское царство было разгромлено и распалось на несколько небольших государств, одним из которых в Чаганиане правил эфталитский князь Фаганиш.

## Последующие события
После битвы царь эфталитов Гадфар и остатки его людей бежали на юг, на территорию Ирана, где они нашли убежище. Тем временем Истеми-каган достиг соглашения с эфталитской знатью и назначил Фаганиша новым царём эфталитов.
Однако это не нравилось Хосрову I, который считал, что сотрудничество тюркютов с эфталитами представляет опасность для его правления на востоке, и поэтому двинулся к ирано-тюркютской границе в Гиркании. Когда он добрался до места, его встретил Истеми-каган и вручил ему подарки. Там Хосров убедил тюркютов заключить с ним договор, по которому тюркюты должны были отправить Фаганиша к сасанидскому двору в Ктесифоне, чтобы получить одобрение Хосровом его статуса царя эфталитов. Таким образом, Фаганиш и его Чаганиян стали вассалами Сасанидской империи, а река Окс стала восточной границей между Ираном и тюркютами.
Вскоре союзные отношения между тюркютами и персами испортились, поскольку и тюрки, и Сасаниды хотели доминировать на Шёлковом пути в торговле между Западом и Дальним Востоком. В 568 году тюркютский посол был отправлен в Византийскую империю, чтобы предложить ей союз и одновременное нападение на Сасанидскую империю, но из этого ничего не вышло.
В 588 году тюркютский каган Янсу-тегин (известный в персидских источниках как Савэ) вместе со своими подданными эфталитами вторгся на сасанидские территории к югу от реки Окс, но потерпел тяжёлое поражение.